# Cailloma
Cailloma is een geslacht van schietmotten van de familie Hydrobiosidae.

## Soorten
- C. lucidula (Ulmer, 1909)
- C. pumida HH Ross, 1956
- C. rotunda OS Flint, 1967